# Sebastian Wolf (Fußballspieler, 1985)
Sebastian Wolf (* 19. Januar 1985 in Mainleus) ist ein ehemaliger deutscher Fußballspieler.

## Karriere
Wolf spielte in der Jugend für den SV Hallstadt, den FC Bayern Hof und den 1. FC Nürnberg. Er begann seine Karriere 2004 bei der zweiten Mannschaft der SpVgg Greuther Fürth, die Wolf nach drei Jahren verließ, um sich Wacker Burghausen anzuschließen. In seiner ersten Saison in Burghausen gelang Wolf mit Wacker die Qualifikation für die neue 3. Profi-Liga.
Nach seiner ersten Profisaison wechselte Wolf zur Saison 2009/10 innerhalb der Liga zur zweiten Mannschaft des VfB Stuttgart. Nachdem er in der Hinrunde 2009/10 beim VfB II nur zu vier Ligaeinsätzen gekommen war, wechselte er am 2. Januar 2010 zum SV Wehen Wiesbaden, wo er wieder Stammspieler war. In der Hinrunde der Saison 2010/11 wurde er jedoch fast ausschließlich in der zweiten Mannschaft eingesetzt und so endete im Januar 2011 sein Engagement beim SV Wehen Wiesbaden, der Vertrag wurde aufgelöst. Er wechselte zum Regionalligisten SV Elversberg. Mit der Sportvereinigung schaffte er als Vizemeister der Regionalliga Südwest 2012/13 über die Relegation den Aufstieg in die 3. Liga.
Im Sommer 2014 wechselte er zum FC 08 Homburg. Dort beendete er im Sommer 2016 seine Karriere.